# Ireneusz Jeleń
Ireneusz Jeleń (Cieszyn, 9. travnja 1981.), je poljski umirovljeni nogometaš. Glavno obilježje mu je hitrina te se općenito smatra jednim od najbržih svjetskih nogometaša. Bio je dio poljske reprezentacije na SP-u 2006. godine, ali nije dobio pozivnicu za EURO 2008. U Hrvatskoj je Jeleń poznat iz 2006. po golu Dinamu u Maksimiru, u pobjedi Auxerrea od 2:1.

## Vanjske poveznice
- Profil na 90minut.pl